# لم أستطيع أن أصبح بطلا لذا، قررت مكرها أن أحصل على وظيفة
لم أستطيع أن أصبح بطلاً لذا، قررت مكرهاً أن أحصل على وظيفة (باليابانية: 勇者になれなかった俺はしぶしぶ就職を決意しました。) هي سلسلة رواية خفيفة يابانية من تأليف جون ساكيو ورسم ماساكي إينوزومي. حصلت السلسلة على الجائزة الذهبية في حفل توزيع جوائز فانتازيا الثالث والعشرون. وأقتبست إلى مسلسل أنمي من انتاج إستديو أسرياد في عام 2013.

## القصة
تدور القصة حول شاب يدعى راؤول تشيسر كان يحلم بأن يصبح بطلاً مع فريقه من الأبطال المهرة تحت التدريب، ولكن بسبب انهيار إمبراطورية الشياطين، تم تعليق برنامج البطل. مع تحطم حلم راؤول، اضطر إلى العثور على عمل جديد وانتهى به الأمر بالعمل في متجر صغير متعدد الأقسام يسمى ماجك شوب ليون. أصبحت حياة راؤول مزدحمة ولكنها مملة منذ ذلك الحين، عندما يصل أحد الأشخاص في أحد الأيام إلى المتجر مقدمًا للحصول على وظيفة. يكتشف راؤول أن الموظف الجديد هو ابن ملك الشياطين ويصادف أنه فتاة لطيفة أيضًا.

## الشخصيات
- راؤول تشيسر (ラウル・チェイサー)

أداء صوتي: كيسوكي كوموتو
راؤول هو مرشح البطل السابق في مدرسة البطل. كان عليه أن يجد وظيفة بعد هزيمة ملك الشياطين ولم يتمكن من أن يصبح بطلاً. يلتقي راؤول بابنة زعيم الشياطين التي تبحث عن عمل، وفي البداية يظنها صبيًا. غالبًا ما ينزعج منها ولكن في النهاية يكون سعيدًا بوجودها ويحب حماسها الإيجابي.
- فينو بورادوسوتون (フィノ・ブラッドストンン)

أداء صوتي: أزوسا تادوكورو
فينو هي ابنة ملك الشياطين المتوفى. تفتقر إلى الفطرة السليمة بسبب العيش في عالم الشياطين وهي خالية من الهموم. إيجابية للغاية ومضحكة للغاية. تميل فينو بشكل لا إرادي إلى تخويف العديد من العملاء بسبب طريقتها الغريبة في التحدث عن الأمور العنيفة عند مناقشة المنتجات معهم. قد تكون لديها بعض المشاعر تجاه راؤول.
- آيري أورتينيتو (アイリ・オルティネート)

أداء صوتي: كاناي إيواساكي
منافسة راؤول السابقة في مدرسة البطل. بعد أن لم تتمكن من أن تصبح بطلة أيضًا، بدأت العمل كفتاة أرنب في المتجر الذي ينافس متجر ليون، ولكنها بدلاً من ذلك تكذب على راؤول بشأن كونها حارس أمن. نظرًا لأنها كانت دائمًا تسجل أعلى الدرجات في امتحاناتها، فإن راؤول عادة ما يخاطبها بـ "All A". إنها تحب راؤول، لكنها تسوندي لذلك تنفي ذلك عندما يُشار إليها.
- سيارا أوغاسوتو (セアラ・オーガスト)

أداء صوتي: ماينا شيماجاتا
مديرة متجر ماجك المبتسمة دائما. تتمتع بصوت ملائكي ناعم جدًا، وهي لطيفة جدًا مع العاملين لديها وتظهر كما لو أنها تحاول أحيانًا إقحام راؤول وفينو في مواقف قد تجعلهما ينجذبان لبعضهما البعض. يمكنها أيضًا تغيير العناصر السحرية للقتال بها.
- بايزا كوروسورودو (バイザ・・クロスロド)

أداء صوتي: يوشيهيسا كاواهارا
صديق الطفولة لـ سيارا ومساعد مدير متجر ماجك، كان فيزور ذات يوم مهندسًا سحريًا. يسخر أحيانًا من راؤول لعدم القيام بأي شيء غبي مع موظفيه. يهتم كثيرًا بالمتجر.
- نوفا روميناسو (ノヴァ・ルミナス)

أداء صوتي: مادوكا سوا
نوفا هي جزء من موظفي متجر ماجك، وهي فتاة مرحة ولكنها خرقاء. على الرغم من أن الرجل العجوز الذي "يتسوق" في ليون يميل أحيانًا إلى التحرش بها كلما كان في المتجر، إلا أنها في الواقع لا تمانع في أن يتم لمسها بهذه الطريقة.
- روا بيريفيرارو (ロア・ベリフェラル)

أداء صوتي: كومي تاكاراجي
وهي جزء من طاقم متجر ماجك، وهي من اصدقاء راؤول. تعمل في الغالب مع عمليات التسليم والقيام بالميكانيكا مثل إصلاح الأخطاء، لذلك لا يتم رؤية روا كثيرًا في المتجر. هادئة جدًا، مسترجلة، ومتحفظة.
- إروزا كوروشيارو (エルザ・クルシアル)

أداء صوتي: إيمي نيتا
إلزا هي مديرة محطة لوسون، وهو متجر صغير بجوار متجر ماجك. مفتونة بكتالوجات العناصر السحرية. كما أنها تحب راؤول، وهو الأمر الذي يضايق أحيانًا زميلها في العمل وصديقتها رامديميا.
- رامديميا دو أكسيممور (ラムディミア・ド・アクセィメモール)

أداء صوتي: ناتسومي يامادا
موظفة في محطة لوسون مثل إلزا، وهي أيضًا من عالم الشياطين. اسمها معروف جيدًا في عالم الشياطين، لذلك غالبًا ما تنزعج عندما يختصر الناس اسمها (مثل "رام تشان")، لذلك غالبًا ما تصححهم بذكر اسمها الكامل. إنها زميلة في العمل وصديقة لإلزا وتضايقها بشأن إعجابها الواضح براؤول.